# За крадец не ставаш, сине
„За крадец не ставаш, сине“ е българска хумористична песен, стартирала със заглавието Sweet chalga in time (Суийт чалга ин тайм). С това име песента е записана в албумите на група изпълнители от телевизионното предаване „Каналето“ – Roma TV (1994) и The Best (1997). Sweet chalga in time се явява в изпълнение на артистите Слави Трифонов, Тончо Токмакчиев, Виктор Калев, Камен Воденичаров и Мартина Вачкова.
Групата „Ку-Ку бенд“ със Слави Трифонов взима някакъв популярен мотив – началото на песента Sweet child in time на „Дийп Пърпъл“, правят връзка с припев от популярната румънска циганска песен „Гелям даде“ и така се появява песента „Суийт чалга ин тайм“. По-късно е популяризирана и като „Стар крадец си тате“ или „За крадец не ставаш, сине“ и най-после се превръща в „И да паднем, и да бием“.